# 唐津ケーブルテレビジョン
株式会社唐津ケーブルテレビジョン（からつケーブルテレビジョン、英: Karatu Cable Televison Corporation・愛称：ぴ～ぷる）は、佐賀県唐津市に本社があるケーブルテレビ局である。
1964年4月に唐津商工会議所で有線テレビ施設「協同組合唐津ケーブルテレビジョン」（きょうどうくみあいからつケーブルテレビジョン）を設立、1966年8月に全国唯一の生協法人となり業務拡張を図る。2001年2月には現在の社名へ変更した。

## サービスエリア
- 佐賀県唐津市（呼子町・鎮西町地域を除く）
  - 唐津ケーブルテレビジョンの自社整備は市街地であり、それ以外の地域・旧東松浦郡の地域については、合併前の自治体または合併後の唐津市がケーブルテレビ施設（唐津市有線テレビジョン）を整備し運営しており、BS・CS放送、インターネットのみ唐津ケーブルテレビジョンが提供している[2]。

## 主な放送チャンネル
- 佐賀・福岡地区の地上波テレビ局・FM局、BS・CSデジタルテレビ放送などが受信可能。
  - 佐賀・福岡地区地上波テレビはアナログ・デジタル・ワンセグ全て受信可能。
- なおテレビの完全デジタル化により、現在はデジタル放送コースのみの加入受け付けとなっている。

### テレビ局
地上波放送等
| デジタル （リモコン） | アナログ | 放送局                                   |
| --------------------- | -------- | ---------------------------------------- |
| 011-0（1）            | 3        | NHK佐賀総合                              |
| 011-1（6）            | 1        | 九州朝日放送                             |
| 021（2）              | 9        | NHK佐賀Eテレ                             |
| 031（3）              | 6        | サガテレビ                               |
| 041（4）              | 4        | RKB毎日放送                              |
| 051（5）              | 8        | 福岡放送                                 |
| 071（7）              | 11       | TVQ九州放送                              |
| 081（8）              | 10       | テレビ西日本                             |
| 111（11）             | 12       | コミュニティ・チャンネル「ぴ〜ぷる放送」 |
| 112（）               | 2        | 唐津市行政チャンネル「チャンネルからつ」 |
|                       | 5        | 衛星放送番組紹介チャンネル               |

地上アナログ放送は旧東松浦郡ではチャンネルの異なる地域がある。
STBチャンネル（衛星放送等）
| デジタル | 放送局                               |
| -------- | ------------------------------------ |
| 101      | NHK BS                               |
| 141      | BS日テレ                             |
| 151      | BS朝日                               |
| 161      | BS-TBS                               |
| 171      | BSテレビ東京                         |
| 181      | BSフジ                               |
| 191-193  | WOWOW                                |
| 200      | BS10                                 |
| 201      | BS10スターチャンネル                 |
| 211      | BS11デジタル                         |
| 222      | TwellV                               |
| 231      | 放送大学テレビ                       |
| 260      | J:COM BS                             |
| 265      | BSよしもと                           |
| 531      | 放送大学ラジオ                       |
| 101      | NHK BSプレミアム4K                   |
| 102      | NHK BS8K                             |
| 141      | BS日テレ 4K                          |
| 151      | BS朝日 4K                            |
| 161      | BS-TBS 4K                            |
| 171      | BSテレ東 4K                          |
| 181      | BSフジ 4K                            |
| 211      | ショップチャンネル 4K                |
| 221      | 4K QVC                               |
| 018      | SDN県民チャンネル1                   |
| 019      | SDN県民チャンネル2                   |
| 090      | ディスカバリーチャンネルHD           |
| 091      | ザ・シネマHD                         |
| 092      | スーパー！ドラマTV HD                |
| 093      | FOX HD                               |
| 122      | ムービープラスHD                     |
| 123      | 女性チャンネル♪LaLa TV HD            |
| 125      | 日本映画専門チャンネルHD             |
| 135      | チャンネル銀河 HD                    |
| 136      | テレ朝チャンネル1 HD                 |
| 137      | フジテレビNEXT HD                    |
| 138      | フジテレビONE HD                     |
| 139      | フジテレビTWO HD                     |
| 140      | ショップチャンネル HD                |
| 142      | ナショナルジオグラフィックチャンネル |
| 144      | TBSチャンネル1 HD                    |
| 145      | 釣りビジョン HD                      |
| 146      | GAORA SPORTS HD                      |
| 147      | スカイ・A sports+ HD                 |
| 149      | アニマックス HD                      |
| 156      | スペースシャワーTV HD                |
| 159      | 時代劇専門チャンネル HD              |
| 167      | ゴルフネットワーク HD                |
| 172      | QVC HD                               |
| 188      | テレ朝チャンネル2 HD                 |
| 190      | 日テレプラス HD                      |
| 193      | FOX スポーツ＆エンターテイメント HD  |
| 194      | FOX ムービープレミアム HD            |
| 215      | J sports 4                           |
| 219      | FIGHTING TV サムライ                 |
| 223      | V☆パラダイス                         |
| 225      | 東映チャンネル                       |
| 226      | 衛星劇場                             |
| 230      | ファミリー劇場                       |
| 232      | AXN海外ドラマ                        |
| 236      | アニマルプラネット                   |
| 237      | AXNミステリー                        |
| 240      | カートゥーン ネットワーク            |
| 242      | キッズステーション                   |
| 244      | AT-X                                 |
| 255      | ヒストリーチャンネル                 |
| 261      | MUSIC ON! TV                         |
| 270      | 囲碁・将棋チャンネル                 |
| 274      | 放送大学CSテレビ                     |
| 280      | MONDO TV                             |
| 285      | グリーンチャンネル                   |
| 286      | グリーンチャンネル2                  |
| 287      | レジャーチャンネル                   |
| 288      | SPEEDチャンネル                      |
| 290      | プレイボーイチャンネル               |
| 291      | レッド・チェリー                     |
| 292      | レインボーチャンネル                 |
| 293      | ミッドナイトブルー                   |
| 294      | チェリーボム                         |
| 295      | パラダイステレビ                     |
| 306      | FOX CRIME                            |

デジタル放送は佐賀デジタルネットワークに出資し、配信を受けている。

### FMラジオ放送局
FMの場合は他のケーブル局とは異なり、周波数変換を行わずにそのままの周波数で再送信している。NHK-FM放送については以前は福岡局の再送信もしていたが、現在は地元佐賀のみ。またFM FUKUOKAについては福岡局に加え、北九州局（80MHz）の再送信を行っていた時期もあった。AMのワイドFM局については周波数をそれぞれ下げ、90MHz以上が聴けない受信機でも聴取出来るように変換して再送信されている。
| MHz  | 放送局        |
| ---- | ------------- |
| 77.9 | エフエム佐賀  |
| 78.7 | CROSS FM      |
| 80.7 | FM FUKUOKA    |
| 81.6 | NHK佐賀FM     |
| 83.0 | KBCラジオ     |
| 83.5 | NBCラジオ佐賀 |
| 84.6 | RKBラジオ     |
| 86.8 | FM唐津        |

Love FMの再送信は行っていない。

## ケーブルインターネットサービス
唐津市の旧東松浦郡の地域では利用コースが限られる地域もあるが、「ぴ〜ぷるネット」の名称でケーブルインターネットサービスを展開。
浜玉町と七山村の地域では唐津市によるケーブルインターネットサービス（ひれふりネット）が実施されていたが、2012年12月より唐津ケーブルテレビジョンによるインターネットサービス（ぴ～ぷるネット）が開始された。
速度と価格によって3つの利用コースがあり、インターネットを利用するにはケーブルモデムを唐津ケーブルテレビジョンから借りる必要がある。またケーブルインターネットではIP電話やゲーム機でのインターネット利用も可能。
接続コース一覧
- 光160Mbps
- 光24Mbps
- 光4Mbps
- 128Kbps（2012年10月1日以降全エリアで受付終了）

## ケーブルライン
2012年10月1日より、ソフトバンクテレコムの固定電話サービス「ケーブルライン」の提供を開始する。